# Trozza

Il punto 3 del disegno indica la trozza

Nell'attrezzatura navale velica, la trozza è il collegamento metallico che unisce i pennoni delle vele quadrate, le bome ed i picchi delle vele auriche ai rispettivi alberi.
Il collegamento è costruito in modo tale da lasciare loro completa libertà di movimento sia sul piano orizzontale che su quello verticale, in modo da potersi orientare come necessario.

## Galleria d'immagini

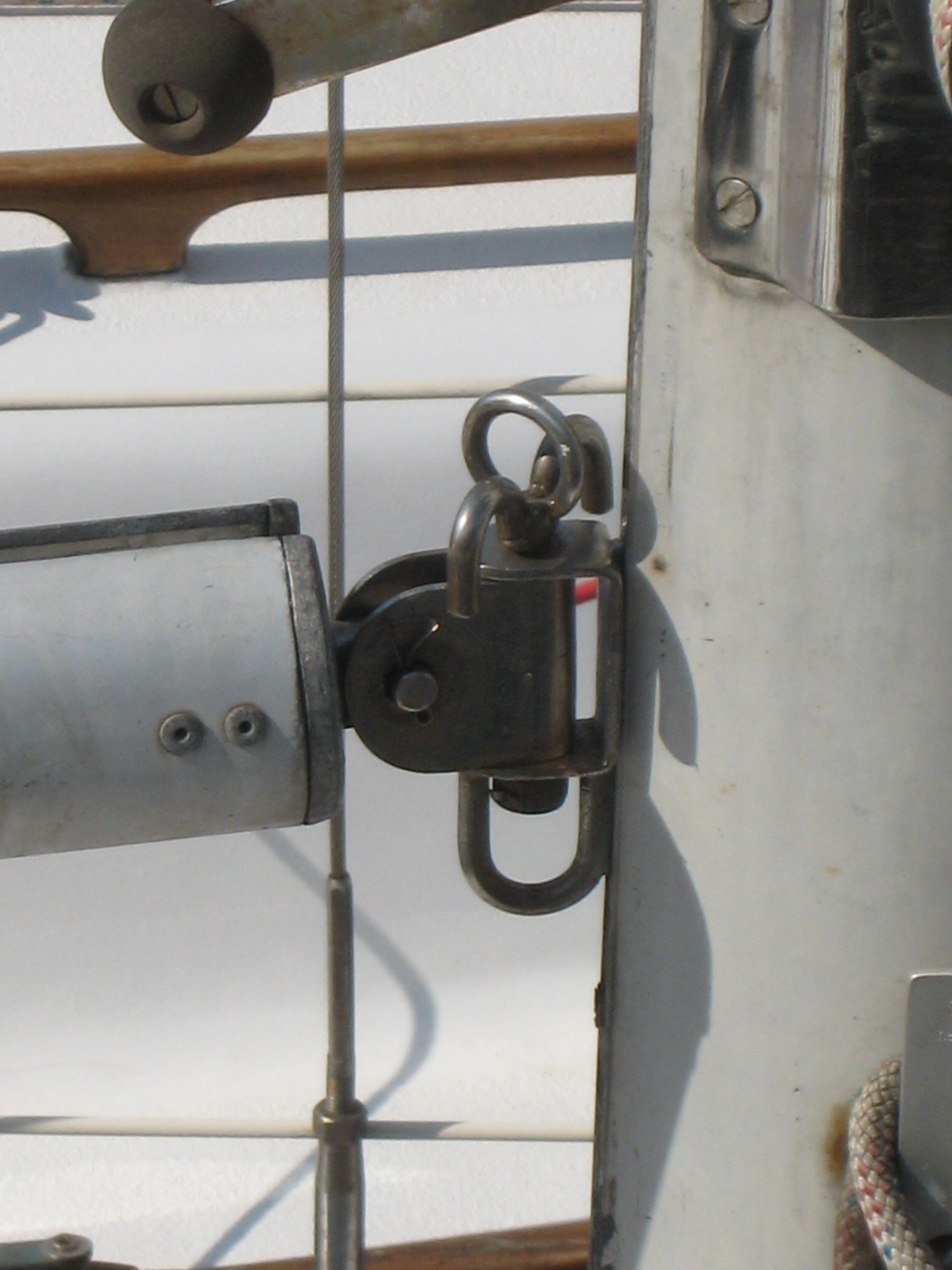
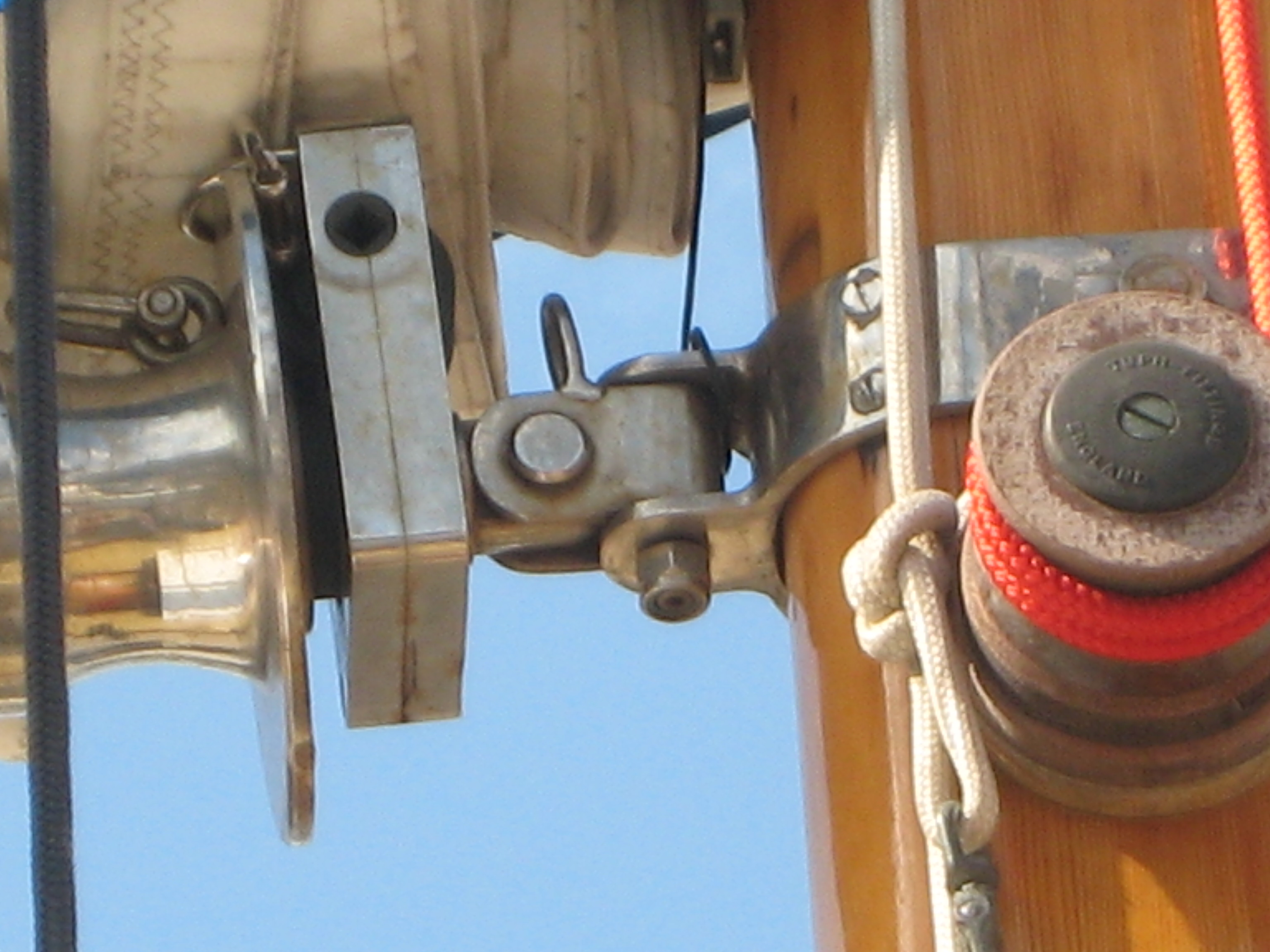
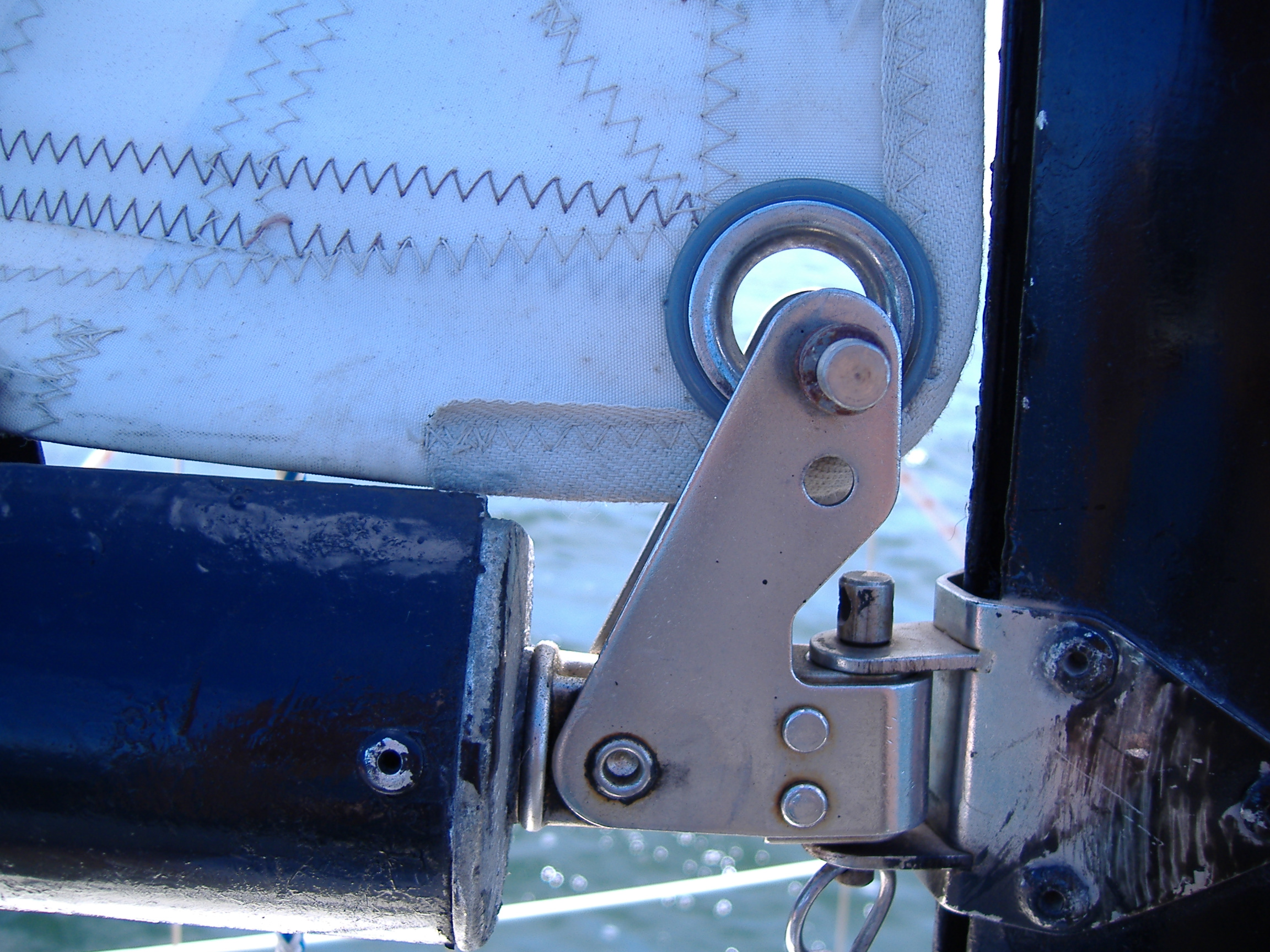